# Aprilia (by)
 For alternative betydninger, se Aprilia. (Se også artikler, som begynder med Aprilia)
Aprilia er en italiensk by (og kommune) i regionen Lazio i Italien, med omkring 74.126(2023) indbyggere.